# Mamadou Niang (militaire)
Pour les articles homonymes, voir Niang.
Le général Mamadou Niang, né en 1938 à Podor et mort le 28 décembre 2020, est un officier général sénégalais ayant exercé les fonctions de Ministre de l'Intérieur de la République du Sénégal.

## Formation
Il est instituteur à Gaol de 1960 à 1962.

## Carrière
De 1963 à 1965, il est aide de camp du Chef d'état-major général des armées Jean Alfred Diallo.
De 1972 à 1974, il est Commandant de secteur dans le Balantacounda.
De 1980 à 1982, il est Commandant du second contingent sénégalais au Liban.
Commandant de la zone de défense no 2 en Gambie.
De 1988 à 1990, il est Chef des opérations à l'État-major des armées.
De 1991 à 1992, il est nommé par le président Abdou Diouf Président de la Commission nationale de gestion de la paix en Casamance.
Adjoint au sous-chef d'État-major général des armées. 
De 1992 à 1993, il est Directeur de la Documentation et de la Sécurité Extérieure (Sénégal). Il est remplacé à ce poste par Papa Khalilou Fall.
Il est Sous-Chef d’État-Major général des Armées
Président de l'Observatoire national des élections (Onel, 1997-98)
Ambassadeur auprès de la Guinée-Bissau (mai 1999-mars 2000)
En avril 2000, il est Ministre de l'Intérieur (Sénégal) dans le gouvernement de Moustapha Niasse. À ce poste, il a fortement contribué à l'amélioration de la mobilité et des conditions de travail des forces de police. Il a remplacé à ce poste le Général Lamine Cissé.
En septembre 2003, le Général de Division Mamadou Niang est nommé Ambassadeur extraordinaire et plénipotentiaire de la République du Sénégal auprès de son Excellence Monsieur Luiz Inácio Lula da Silva, Président de la République fédérale du Brésil, en remplacement de Monsieur César Coly, appelé à d’autres fonctions. Le Général Niang n'a pas occupé le poste au Brésil pour des raisons personnelles.
En janvier 2004, le Général de division Mamadou Niang est nommé Ambassadeur Extraordinaire et Plénipotentiaire de la République du Sénégal auprès de sa Majesté Élisabeth II, reine du Royaume-Uni de Grande-Bretagne et d’Irlande du Nord, en remplacement de Monsieur El Hadj Amadou Niang. 
Le Général Mamadou Niang est titulaire de plusieurs décorations nationales et étrangères.